# Campeonato de Fórmula 3 de 2023
O Campeonato de Fórmula 3 de 2023 foi a quinta temporada do Campeonato de Fórmula 3 da FIA, um campeonato de automobilismo para automóveis de Fórmula 3 que é sancionado pela Federação Internacional de Automobilismo (FIA). É uma categoria de monopostos que serve como o terceiro nível de corridas de fórmulas no Caminho Global da FIA. A competição está sendo disputada em apoio ao Campeonato Mundial de Fórmula 1 e sua categoria irmã, a Fórmula 2, com cada rodada ocorrendo em conjunto com um Grande Prêmio.
O piloto brasileiro Gabriel Bortoleto, da equipe Trident, conquistou o título do Campeonato de Pilotos na classificação da rodada final realizada em Monza. Enquanto, a equipe Prema Racing garantiu o título do Campeonato de Equipes na corrida longa de Monza, a última corrida da temporada, conquistando assim o seu quarto título da categoria.

## Pilotos e equipes
Os seguintes pilotos e equipes disputaram o Campeonato de Fórmula 3 da FIA de 2023. Todas as equipes competiram com chassis Dallara F3 2019 idênticos, com compostos de pneus desenvolvidos pela Pirelli e, equipados com um motor V6 de aspiração natural desenvolvido pela Mecachrome.
| Equipe                | N.º | Pilotos             | Rodadas |
| --------------------- | --- | ------------------- | ------- |
| Prema Racing          | 1   | Paul Aron           | Todas   |
| Prema Racing          | 2   | Dino Beganovic      | Todas   |
| Prema Racing          | 3   | Zak O'Sullivan      | Todas   |
| Trident               | 4   | Leonardo Fornaroli  | Todas   |
| Trident               | 5   | Gabriel Bortoleto   | Todas   |
| Trident               | 6   | Oliver Goethe       | Todas   |
| ART Grand Prix        | 7   | Kaylen Frederick    | Todas   |
| ART Grand Prix        | 8   | Grégoire Saucy      | Todas   |
| ART Grand Prix        | 9   | Nikola Tsolov       | Todas   |
| MP Motorsport         | 10  | Franco Colapinto    | Todas   |
| MP Motorsport         | 11  | Mari Boya           | Todas   |
| MP Motorsport         | 12  | Jonny Edgar         | Todas   |
| Hitech Pulse-Eight    | 14  | Sebastián Montoya   | Todas   |
| Hitech Pulse-Eight    | 15  | Gabriele Minì       | Todas   |
| Hitech Pulse-Eight    | 16  | Luke Browning       | Todas   |
| Van Amersfoort Racing | 17  | Caio Collet         | Todas   |
| Van Amersfoort Racing | 18  | Rafael Villagómez   | Todas   |
| Van Amersfoort Racing | 19  | Tommy Smith         | Todas   |
| Rodin Carlin          | 20  | Oliver Gray         | Todas   |
| Rodin Carlin          | 21  | Hunter Yeany        | 1–5     |
| Rodin Carlin          | 21  | Max Esterson        | 6–7     |
| Rodin Carlin          | 21  | Francesco Simonazzi | 8–9     |
| Rodin Carlin          | 22  | Ido Cohen           | Todas   |
| Campos Racing         | 23  | Pepe Martí          | Todas   |
| Campos Racing         | 24  | Christian Mansell   | Todas   |
| Campos Racing         | 25  | Hugh Barter         | 1–8     |
| Campos Racing         | 25  | Joshua Dufek        | 9       |
| Jenzer Motorsport     | 26  | Nikita Bedrin       | Todas   |
| Jenzer Motorsport     | 27  | Taylor Barnard      | Todas   |
| Jenzer Motorsport     | 28  | Alex García         | Todas   |
| PHM Racing by Charouz | 29  | Sophia Flörsch      | Todas   |
| PHM Racing by Charouz | 30  | Roberto Faria       | Todas   |
| PHM Racing by Charouz | 31  | Piotr Wiśnicki      | 1–4     |
| PHM Racing by Charouz | 31  | McKenzy Cresswell   | 5–6     |
| PHM Racing by Charouz | 31  | Michael Shin        | 7–9     |

### Mudanças nas equipes
A equipe alemã de Fórmula 4, PHM Racing, assumiu a entrada e os ativos da Charouz Racing System após o final da temporada de 2022 e competiu em cooperação com a equipe tcheca sob o nome de "PHM Racing by Charouz".
A Carlin passou a competir sob nova propriedade em 2023. O fabricante de automóveis Rodin Cars, com sede na Nova Zelândia, tornou-se o acionista majoritário da equipe. Com isso, a equipe passou a se chamar "Rodin Carlin".
A Hitech formou uma parceria com a empresa de hardware Pulse-Eight durante o período de intertemporada, mudando o nome oficial da equipe para "Hitech Pulse-Eight".

## Calendário
Um calendário com dez etapas de duas corridas cada foi anunciado em 1 de novembro de 2022:
| Etapa  | Circuito                                  | Corrida curta | Corrida longa |
| ------ | ----------------------------------------- | ------------- | ------------- |
| 1      | Circuito Internacional do Barém, Sakhir   | 4 de março    | 5 de março    |
| 2      | Circuito de Albert Park, Melbourne        | 1 de abril    | 2 de abril    |
| 3      | Circuito de Ímola, Ímola                  | 20 de maio    | 21 de maio    |
| 4      | Circuito de Mônaco, Monte Carlo           | 27 de maio    | 28 de maio    |
| 5      | Circuito de Barcelona-Catalunha, Montmeló | 3 de junho    | 4 de junho    |
| 6      | Red Bull Ring, Spielberg                  | 1 de julho    | 2 de julho    |
| 7      | Circuito de Silverstone, Silverstone      | 8 de julho    | 9 de julho    |
| 8      | Hungaroring, Mogyoród                     | 22 de julho   | 23 de julho   |
| 9      | Circuito de Spa-Francorchamps, Stavelot   | 29 de julho   | 30 de julho   |
| 10     | Autódromo Nacional de Monza, Monza        | 2 de setembro | 3 de setembro |
| Fonte: |                                           |               |               |

### Mudanças no calendário
- O Grande Prêmio da Austrália fez sua estreia na Fórmula 3, com a corrida sendo realizada no Circuito de Albert Park em Melbourne, Vitória.
- A Fórmula 3 retornou ao Circuito de Mônaco pela primeira vez desde a Fórmula 3 Euro Series em 2005. O campeonato também correu no local em 2012 como a GP3 Series.
- A rodada do Grande Prêmio dos Países Baixos, no Circuito de Zandvoort foi removida do calendário.
- A rodada do Grande Prêmio da Emília-Romanha foi cancelada devido a inundações torrenciais na área.

## Resultados e classificações

### Resumo da temporada
| Etapa | Etapa | Circuito                        | Pole position     | Volta mais rápida | Piloto vencedor    | Equipe vencedora      |                   |
| ----- | ----- | ------------------------------- | ----------------- | ----------------- | ------------------ | --------------------- | ----------------- |
| 1     | C     | Circuito Internacional do Barém |                   | Pepe Martí        | Pepe Martí         | Campos Racing         |                   |
| 1     | L     | Circuito Internacional do Barém | Gabriele Minì     | Gabriel Bortoleto | Gabriel Bortoleto  | Trident               |                   |
| 2     | C     | Circuito de Albert Park         |                   | Luke Browning     | Zak O'Sullivan     | Prema Racing          |                   |
| 2     | L     | Circuito de Albert Park         | Gabriel Bortoleto | Grégoire Saucy    | Gabriel Bortoleto  | Trident               |                   |
| 3     | C     | Circuito de Ímola               |                   | Corrida cancelada | Corrida cancelada  | Corrida cancelada     | Corrida cancelada |
| 3     | L     | Circuito de Ímola               |                   | Corrida cancelada | Corrida cancelada  | Corrida cancelada     | Corrida cancelada |
| 4     | C     | Circuito de Mônaco              |                   | Hugh Barter       | Pepe Martí         | Campos Racing         |                   |
| 4     | L     | Gabriele Minì                   | Gabriele Minì     | Gabriele Minì     | Hitech Pulse-Eight |                       |                   |
| 5     | C     | Circuito de Barcelona-Catalunha |                   | Zak O'Sullivan    | Zak O'Sullivan     | Prema Racing          |                   |
| 5     | L     | Pepe Martí                      | Pepe Martí        | Pepe Martí        | Campos Racing      |                       |                   |
| 6     | C     | Red Bull Ring                   |                   | Paul Aron         | Paul Aron          | Prema Racing          |                   |
| 6     | L     | Grégoire Saucy                  | Dino Beganovic    | Zak O'Sullivan    | Prema Racing       |                       |                   |
| 7     | C     | Circuito de Silverstone         |                   | Paul Aron         | Oliver Goethe      | Trident               |                   |
| 7     | L     | Leonardo Fornaroli              | Zak O'Sullivan    | Franco Colapinto  | MP Motorsport      |                       |                   |
| 8     | C     | Hungaroring                     |                   | Gabriel Bortoleto | Gabriele Minì      | Hitech Pulse-Eight    |                   |
| 8     | L     | Zak O'Sullivan                  | Zak O'Sullivan    | Zak O'Sullivan    | Prema Racing       |                       |                   |
| 9     | C     | Circuito de Spa-Francorchamps   |                   | Caio Collet       | Caio Collet        | Van Amersfoort Racing |                   |
| 9     | L     | Pepe Martí                      | Grégoire Saucy    | Taylor Barnard    | Jenzer Motorsport  |                       |                   |
| 10    | C     | Circuito de Monza               |                   | Oliver Goethe     | Franco Colapinto   | MP Motorsport         |                   |
| 10    | L     | Oliver Goethe                   | Gabriel Bortoleto | Jonny Edgar       | MP Motorsport      |                       |                   |

### Sistema de pontuação
Os pontos foram atribuídos aos dez melhores classificados em ambas as corridas. O pole position da corrida longa também recebia dois pontos, e um ponto era dado ao piloto que estabelece a volta mais rápida nas corridas longa e curta, desde que esse piloto terminasse entre os dez primeiros. Nenhum ponto extra era concedido para o pole position da corrida curta, pois o grid para essa era definido pela inversão dos doze melhores qualificados.
Pontos da corrida curta
Os pontos foram atribuídos aos dez melhores classificados. Pontos bônus foram concedidos ao piloto que estabelecesse a volta mais rápida e terminasse entre os dez primeiros. Nenhum ponto de volta mais rápida era concedido se fosse ela definida por um piloto fora do dez primeiros.
| Posição | 1º | 2º | 3º | 4º | 5º | 6º | 7º | 8º | 9º | 10º | VMR |
| Pontos  | 10 | 9  | 8  | 7  | 6  | 5  | 4  | 3  | 2  | 1   | 1   |

Pontos da corrida longa
Os pontos foram atribuídos aos dez melhores classificados. Pontos bônus foram concedidos ao pole position e ao piloto que estabelecesse a volta mais rápida e terminasse entre os dez primeiros.
| Posição | 1º | 2º | 3º | 4º | 5º | 6º | 7º | 8º | 9º | 10º | Pole | VMR |
| Pontos  | 25 | 18 | 15 | 12 | 10 | 8  | 6  | 4  | 2  | 1   | 2    | 1   |

### Campeonato de Pilotos
| Pos. | Piloto              | BAR | BAR | ALB | ALB | IMO | IMO | MON | MON | CAT | CAT | RBR | RBR | SIL | SIL | HUN | HUN | SPA | SPA | MNZ | MNZ | Pontos |
| Pos. | Piloto              | CC  | CL  | CC  | CL  | CC  | CL  | CC  | CL  | CC  | CL  | CC  | CL  | CC  | CL  | CC  | CL  | CC  | CL  | CC  | CL  | Pontos |
| ---- | ------------------- | --- | --- | --- | --- | --- | --- | --- | --- | --- | --- | --- | --- | --- | --- | --- | --- | --- | --- | --- | --- | ------ |
| 1    | Gabriel Bortoleto   | 19  | 1   | 6   | 1   | C   | C   | 6   | 5   | 4   | 4   | 10  | 2   | 2   | 6   | 2   | 7   | Ret | 11  | 2   | 5   | 164    |
| 2    | Zak O'Sullivan      | 12  | 11  | 1   | 5   | C   | C   | 13  | 7   | 1   | 8   | 4   | 1   | 16  | 18  | 22  | 1   | 15  | 12  | 11  | 2   | 119    |
| 3    | Paul Aron           | 5   | 12  | 3   | 6   | C   | C   | 10  | 3   | 5   | 5   | 1   | 25  | 12  | 4   | 4   | 5   | 3   | 8   | Ret | 7   | 112    |
| 4    | Franco Colapinto    | 2   | 10  | DSQ | Ret | C   | C   | 4   | 6   | 6   | 2   | 13  | 4   | 1   | 8   | 7   | 3   | 5   | 10  | 1   | Ret | 110    |
| 5    | Pepe Martí          | 1   | 6   | 13  | 7   | C   | C   | 1   | 9   | 8   | 1   | 6   | 9   | 10  | 3   | 20  | 6   | Ret | 9   | Ret | Ret | 105    |
| 6    | Dino Beganovic      | 4   | 3   | 5   | 13  | C   | C   | 12  | 2   | Ret | 3   | 8   | 5   | 13  | 14  | 10  | 2   | 22  | 16  | 13  | 9   | 96     |
| 7    | Gabriele Minì       | 17  | 8   | 4   | 3   | C   | C   | 11  | 1   | 20  | 14  | 2   | Ret | 5   | 7   | 1   | 16  | Ret | DNS | 6   | 19  | 92     |
| 8    | Oliver Goethe       | 6   | 2   | Ret | 22  | C   | C   | 17  | 13  | 11  | 16  | 26  | 11  | 17  | 1   | 5   | 4   | Ret | Ret | 5   | Ret | 75     |
| 9    | Caio Collet         | 3   | 14  | 21  | 16  | C   | C   | 9   | Ret | 17  | 12  | 3   | 3   | 4   | 15  | 23  | 19  | 1   | 5   | 19  | 4   | 73     |
| 10   | Taylor Barnard      | 14  | 16  | 12  | 9   | C   | C   | 5   | 8   | 9   | 9   | 27  | 12  | 30  | 21  | 11  | 14  | 2   | 1   | 4   | 3   | 72     |
| 11   | Leonardo Fornaroli  | 8   | 27  | 7   | 4   | C   | C   | 2   | 24  | 3   | NC  | 15  | 10  | 7   | 2   | 13  | 9   | 9   | 14  | 8   | 15  | 69     |
| 12   | Christian Mansell   | 13  | 13  | 9   | 10  | C   | C   | 20  | 17  | Ret | 10  | 14  | 7   | 3   | 5   | 6   | 11  | 19  | 2   | 7   | 8   | 60     |
| 13   | Jonny Edgar         | 9   | 23  | DSQ | 11  | C   | C   | Ret | 14  | 12  | 15  | 5   | 6   | 28  | NC  | 8   | 8   | 4   | 19  | Ret | 1   | 55     |
| 14   | Grégoire Saucy      | 7   | 4   | 8   | 2   | C   | C   | 3   | 10  | 23  | 27  | 20  | 27  | 21  | 9   | 9   | 15  | 10  | 20  | 22  | Ret | 54     |
| 15   | Luke Browning       | Ret | 5   | 17  | 8   | C   | C   | 8   | 4   | 2   | Ret | 11  | 22  | 14  | Ret | 16  | 12  | 8   | 23  | DSQ | 18  | 41     |
| 16   | Sebastián Montoya   | 10  | 9   | 2   | Ret | C   | C   | 7   | DSQ | 26  | 7   | 9   | 20  | 8   | 10  | Ret | 24  | Ret | 6   | 12  | Ret | 37     |
| 17   | Mari Boya           | 15  | Ret | DSQ | Ret | C   | C   | Ret | 18  | 7   | 6   | 12  | 24  | 29  | 12  | 21  | 10  | 16  | 13  | 3   | 6   | 29     |
| 18   | Nikita Bedrin       | 16  | 17  | 15  | 23† | C   | C   | 15  | 12  | 10  | 11  | 25  | 13  | 18  | 17  | 3   | 23  | 11  | 3   | 15  | Ret | 24     |
| 19   | Hugh Barter         | 11  | 26  | 19  | 15  | C   | C   | 25  | 26  | 19  | 13  | 22  | 8   | 6   | 13  | 25  | 13  | 6   | 22  |     |     | 14     |
| 20   | Alex García         | 27  | 29† | Ret | 20  | C   | C   | 26  | 21  | 22  | 22  | Ret | 23  | 11  | 26  | 27† | 26  | 18  | 4   | 17  | 21  | 12     |
| 21   | Kaylen Frederick    | 28  | 7   | 10  | Ret | C   | C   | 24  | 25  | 14  | 17  | 7   | 26  | 22  | 19  | 12  | Ret | 13  | 15  | 20  | Ret | 11     |
| 22   | Nikola Tsolov       | 26  | 15  | 11  | 21  | C   | C   | 14  | 11  | 13  | 19  | 16  | 16  | 15  | 11  | Ret | 25  | 7   | 17  | 9   | 12  | 6      |
| 23   | Sophia Flörsch      | 22  | 20  | 16  | 18  | C   | C   | 23  | 23  | 21  | 20  | 18  | DSQ | 19  | 23  | 15  | 18  | 12  | 7   | 16  | 13  | 6      |
| 24   | Ido Cohen           | 18  | 18  | Ret | Ret | C   | C   | 19  | Ret | Ret | 26  | 17  | Ret | 9   | 24  | Ret | 22  | Ret | Ret | 21  | Ret | 2      |
| 25   | Rafael Villagómez   | Ret | 19  | 14  | 19  | C   | C   | 16  | 16  | 27  | 25  | Ret | 15  | 20  | 16  | 17  | 17  | 23  | 21  | 10  | 10  | 2      |
| 26   | Francesco Simonazzi |     |     |     |     |     |     |     |     |     |     |     |     |     |     |     |     | 14  | 24  | 18  | 11  | 0      |
| 27   | Tommy Smith         | 23  | 28† | Ret | 12  | C   | C   | 21  | 15  | 18  | 23  | 21  | 18  | 26  | 25  | 24  | 29  | 24  | 18  | Ret | 20  | 0      |
| 28   | Oliver Gray         | 21  | 21  | 20  | 14  | C   | C   | 22  | 19  | 15  | 18  | Ret | 14  | 25  | 20  | 14  | 27  | 20  | Ret | Ret | 16  | 0      |
| 29   | Joshua Dufek        |     |     |     |     |     |     |     |     |     |     |     |     |     |     |     |     |     |     | 14  | 14  | 0      |
| 30   | Hunter Yeany        | 20  | 22  | 22  | 17  | C   | C   | 27  | 20  | 16  | Ret | 19  | 21  |     |     |     |     |     |     |     |     | 0      |
| 31   | Roberto Faria       | 24  | 25  | 18  | Ret | C   | C   | Ret | 27  | 25  | 24  | 24  | 19  | 27  | Ret | 19  | 20  | 17  | Ret | NC  | 22† | 0      |
| 32   | Michael Shin        |     |     |     |     |     |     |     |     |     |     |     |     |     |     | 26  | 28  | 21  | 25  | Ret | 17  | 0      |
| 33   | McKenzy Cresswell   |     |     |     |     |     |     |     |     |     |     | 23  | 17  | 23  | 22  |     |     |     |     |     |     | 0      |
| 34   | Piotr Wiśnicki      | 25  | 24  | 23  | Ret | C   | C   | 18  | 22  | 24  | 21  |     |     |     |     |     |     |     |     |     |     | 0      |
| 35   | Max Esterson        |     |     |     |     |     |     |     |     |     |     |     |     | 24  | Ret | 18  | 21  |     |     |     |     | 0      |
| Pos. | Piloto              | CC  | CL  | CC  | CL  | CC  | CL  | CC  | CL  | CC  | CL  | CC  | CL  | CC  | CL  | CC  | CL  | CC  | CL  | CL  | CC  | Pontos |
| Pos. | Piloto              | BAR | BAR | ALB | ALB | IMO | IMO | MON | MON | CAT | CAT | RBR | RBR | SIL | SIL | HUN | HUN | SPA | SPA | MNZ | MNZ | Pontos |

### Campeonato de Equipes
| Pos.   | Equipe                | BAR | BAR | ALB | ALB | IMO | IMO | MON | MON  | CAT | CAT  | RBR | RBR | SIL | SIL | HUN | HUN  | SPA | SPA  | MNZ | MNZ  | Pontos |
| Pos.   | Equipe                | CC  | CL  | CC  | CL  | CC  | CL  | CC  | CL   | CC  | CL   | CC  | CL  | CC  | CL  | CC  | CL   | CC  | CL   | CC  | CL   | Pontos |
| ------ | --------------------- | --- | --- | --- | --- | --- | --- | --- | ---- | --- | ---- | --- | --- | --- | --- | --- | ---- | --- | ---- | --- | ---- | ------ |
| 1      | Prema Racing          | 4   | 3   | 1   | 5   | C   | C   | 10  | 2    | 1F  | 3    | 1F  | 1   | 12  | 4   | 4   | 1P F | 3   | 8    | 11  | 2    | 327    |
| 1      | Prema Racing          | 5   | 11  | 3   | 6   | C   | C   | 12  | 3    | 5   | 5    | 4   | 5F  | 13  | 14  | 10  | 2    | 15  | 12   | 13  | 7    | 327    |
| 1      | Prema Racing          | 12  | 12  | 5   | 13  | C   | C   | 13  | 7    | Ret | 8    | 8   | 25  | 16  | 18  | 22  | 5    | 22  | 16   | Ret | 9    | 327    |
| 2      | Trident               | 6   | 1F  | 6   | 1P  | C   | C   | 2   | 5    | 3   | 4    | 10  | 2   | 2   | 1   | 2F  | 4    | 9   | 11   | 2   | 5F   | 308    |
| 2      | Trident               | 8   | 2   | 7   | 4   | C   | C   | 6   | 13   | 4   | 16   | 15  | 10  | 7F  | 2P  | 5   | 7    | Ret | 14   | 5F  | 15   | 308    |
| 2      | Trident               | 19  | 27  | Ret | 22  | C   | C   | 17  | 24   | 11  | NC   | 26  | 11  | 17  | 6   | 13  | 9    | Ret | Ret  | 8   | RetP | 308    |
| 3      | MP Motorsport         | 2   | 10  | DSQ | 11  | C   | C   | 4   | 6    | 6   | 2    | 5   | 4   | 1   | 8   | 7   | 3    | 4   | 10   | 1   | 1    | 194    |
| 3      | MP Motorsport         | 9   | 23  | DSQ | Ret | C   | C   | Ret | 14   | 7   | 6    | 12  | 6   | 28  | 12  | 8   | 8    | 5   | 13   | 3   | 6    | 194    |
| 3      | MP Motorsport         | 15  | Ret | DSQ | Ret | C   | C   | Ret | 18   | 12  | 15   | 13  | 24  | 29  | NC  | 21  | 10   | 16  | 19   | Ret | Ret  | 194    |
| 4      | Campos Racing         | 1F  | 6   | 9F  | 7   | C   | C   | 1   | 9    | 8   | 1P F | 6   | 7   | 3   | 3F  | 6   | 6    | 6   | 2    | 7   | 8    | 179    |
| 4      | Campos Racing         | 11  | 13  | 13  | 10  | C   | C   | 20  | 17   | 19  | 10   | 14  | 8   | 6   | 5   | 20  | 11   | 19  | 9P F | 14  | 14   | 179    |
| 4      | Campos Racing         | 13  | 26  | 19  | 15  | C   | C   | 25  | 26   | Ret | 13   | 22  | 9   | 10  | 13  | 25  | 13   | Ret | 22   | Ret | Ret  | 179    |
| 5      | Hitech Pulse-Eight    | 10  | 5   | 2   | 3   | C   | C   | 7F  | 1P F | 2   | 7    | 2   | 20  | 5   | 7   | 1   | 12   | 8   | 6    | 6   | 18   | 170    |
| 5      | Hitech Pulse-Eight    | 17  | 8P  | 4   | 8   | C   | C   | 8   | 4    | 20  | 14   | 9   | 22  | 8   | 10  | 16  | 16   | Ret | 23   | 12  | 19   | 170    |
| 5      | Hitech Pulse-Eight    | Ret | 9   | 17  | Ret | C   | C   | 11  | DSQ  | 26  | Ret  | 11  | Ret | 14  | Ret | Ret | 24   | Ret | DNS  | DSQ | Ret  | 170    |
| 6      | Jenzer Motorsport     | 14  | 16  | 12  | 9   | C   | C   | 5   | 8    | 9   | 9    | 25  | 12  | 11  | 17  | 3   | 14   | 2   | 1    | 4   | 3    | 108    |
| 6      | Jenzer Motorsport     | 16  | 17  | 15  | 20  | C   | C   | 15  | 12   | 10  | 11   | 27  | 13  | 18  | 21  | 11  | 23   | 11  | 3    | 15  | 21   | 108    |
| 6      | Jenzer Motorsport     | 27  | 29† | Ret | 23† | C   | C   | 26  | 21   | 22  | 22   | Ret | 23  | 30  | 26  | 27† | 26   | 18  | 4    | 17  | Ret  | 108    |
| 7      | Van Amersfoort Racing | 3   | 14  | 14  | 12  | C   | C   | 9   | 15   | 17  | 12   | 3   | 3   | 4   | 15  | 17  | 17   | 1F  | 5    | 10  | 4    | 75     |
| 7      | Van Amersfoort Racing | 23  | 19  | 21  | 16  | C   | C   | 16  | 16   | 18  | 23   | 21  | 15  | 20  | 16  | 23  | 19   | 23  | 18   | 19  | 10   | 75     |
| 7      | Van Amersfoort Racing | Ret | 28† | Ret | 19  | C   | C   | 21  | Ret  | 27  | 25   | Ret | 18  | 26  | 25  | 24  | 29   | 24  | 21   | Ret | 20   | 75     |
| 8      | ART Grand Prix        | 7   | 4   | 8   | 2F  | C   | C   | 3   | 10   | 13  | 17   | 7   | 16  | 15  | 9   | 9   | 15   | 7   | 15   | 9   | 12   | 71     |
| 8      | ART Grand Prix        | 26  | 7   | 10  | 21  | C   | C   | 14  | 11   | 14  | 19   | 16  | 26  | 21  | 11  | 12  | 25   | 10  | 17   | 20  | Ret  | 71     |
| 8      | ART Grand Prix        | 28  | 15  | 11  | Ret | C   | C   | 24  | 25   | 23  | 27   | 20  | 27P | 22  | 19  | Ret | Ret  | 13  | 20   | 22  | Ret  | 71     |
| 9      | PHM Racing by Charouz | 22  | 20  | 16  | 18  | C   | C   | 18  | 22   | 21  | 20   | 18  | 17  | 19  | 22  | 15  | 18   | 12  | 7    | 16  | 13   | 6      |
| 9      | PHM Racing by Charouz | 24  | 24  | 18  | Ret | C   | C   | 23  | 23   | 24  | 21   | 23  | 19  | 23  | 23  | 19  | 20   | 17  | 25   | NC  | 17   | 6      |
| 9      | PHM Racing by Charouz | 25  | 25  | 23  | Ret | C   | C   | Ret | 27   | 25  | 24   | 24  | DSQ | 27  | Ret | 26  | 28   | 21  | Ret  | Ret | 22†  | 6      |
| 10     | Rodin Carlin          | 18  | 18  | 20  | 14  | C   | C   | 19  | 19   | 15  | 18   | 17  | 14  | 9   | 20  | 14  | 21   | 14  | 24   | 18  | 11   | 2      |
| 10     | Rodin Carlin          | 20  | 21  | 22  | 17  | C   | C   | 22  | 20   | 16  | 26   | 19  | 21  | 24  | 24  | 18  | 22   | 20  | Ret  | 21  | 16   | 2      |
| 10     | Rodin Carlin          | 21  | 22  | Ret | Ret | C   | C   | 27  | Ret  | Ret | Ret  | Ret | Ret | 25  | Ret | Ret | 27   | Ret | Ret  | Ret | Ret  | 2      |
| Pontos |                       |     |     |     |     |     |     |     |      |     |      |     |     |     |     |     |      |     |      |     |      |        |
| BAR    | BAR                   | ALB | ALB | IMO | IMO | MON | MON | CAT | CAT  | RBR | RBR  | SIL | SIL | HUN | HUN | SPA | SPA  | MNZ | MNZ  |     |      |        |

Notas:
- As linhas não estão relacionadas aos pilotos: dentro de cada equipe, as classificações individuais das corridas estão ordenadas exclusivamente com base na classificação final da corrida (não pelo total de pontos marcados no evento, o que inclui pontos de volta mais rápida e pole position).